# I Have Never Seen
Singles de Namie Amuro
Can You Celebrate?
(1997) Respect the Power of Love
(1999)
I Have Never Seen est le douzième single de la chanteuse japonaise Namie Amuro. Il a été publié par Avex Trax le 23 décembre 1998, en tant que premier single de son quatrième album studio Genius 2000. La chanson a été écrite et composée uniquement par Tetsuya Komuro. C'était le premier single publié après le retour de Namie de son congé de maternité d'un an, et a été publié environ une semaine avant son retour officiel très médiatisé au 49ème NHK Kohaku Uta Gassen. Musicalement, la chanson est une ballade mélancolique et puissante.
Les critiques musicaux ont donné des critiques favorables à la chanson, louant la voix douce de Namie, certains la considérant comme l'une des meilleures œuvres de Namie. I Have Never Seen a été un succès commercial, devenant son neuvième single numéro un sur les classements des Singles Oricon, et fut son dernier jusqu'à 60s 70s 80s en 2008. Il a obtenu une certification double platine par la Recording Industry Association of Japan (RIAJ) pour avoir vendu plus de 800 000 exemplaires dans tout le pays.
Masashi Mutō a réalisé le clip vidéo du single, qui est apparu sur ses albums vidéo Filmography et Best Clips. La chanson a également servi de chanson thème du drama Yonige-ya Honpo, diffusé sur la chaîne Nippon TV. La chanson a été retravaillée et réenregistrée pour le deuxième album à succès de Namie, Love Enhanced - Single Collection, sorti en 2002, ainsi que pour son dernier album à succès, Finally.

## Liste des titres
| 1. | I HAVE NEVER SEEN -SINGLE MIX-        |  |
| 2. | I HAVE NEVER SEEN -WITH HER SOUL MIX- |  |
| 3. | I HAVE NEVER SEEN -Instrumental-      |  |